# Хамбі-Ірзі
Хамбі-Ірзі (рос. Хамби-Ирзи) — село у Ачхой-Мартановському районі Чечні Російської Федерації.
Населення становить 3852 особи (2019). Входить до складу муніципального утворення Хамбі-Ірзінське сільське поселення .

## Географія
Село Хамбі-Ірзі розташоване на відстані 22 кілометри від районного центру Ачхой-Мартанова.

## Історія
Згідно із законом від 14 липня 2008 року органом місцевого самоврядування є Хамбі-Ірзінське сільське поселення.

## Населення
| 1990  | 2002  | 2010  | 2012  | 2013  | 2014  | 2015  |
| ----- | ----- | ----- | ----- | ----- | ----- | ----- |
| 2144  | ↗3123 | ↗3297 | ↗3414 | ↗3486 | ↗3545 | ↗3575 |
| 2016  | 2017  | 2018  | 2019  |       |       |       |
| ↗3667 | ↗3727 | ↗3784 | ↗3852 |       |       |       |